# فرانك وارنر
فرانك وارنر (بالإنجليزية: Frank Warner)‏ هو عالم موسيقى أمريكي، ولد في 5 أبريل 1903 في سلما في الولايات المتحدة، وتوفي في 27 فبراير 1978 في لونغ آيلند في الولايات المتحدة.